# Hermann Hugo Stinnes
Hermann Hugo Stinnes (* 3. Dezember 1842 in Mülheim an der Ruhr; † 14. Mai 1887 ebenda) war ein deutscher Kaufmann, Kommerzienrat und Vater von Hugo Stinnes.

## Leben und Wirken
Hermann Hugo Stinnes wurde als jüngster Sohn des Kaufmanns und Firmengründers Mathias Stinnes (1790–1845) und dessen zweiter Frau Anna Maria Springmann (1808–1865) in Mülheim an der Ruhr geboren. Nach dem Tod des Vaters übernahm 1845 zunächst sein ältester Bruder Georg Mathias die Leitung des Familienunternehmens. Nach dessen Tod rückte 1853 der zweitgeborene Sohn Johann Gustav nach. Mit dessen Tod ging 1878 die Geschäftsführung an Hermann Hugo, den jüngsten Sohn des Firmengründers.
Während seines kurzen Wirkens legte Hermann Hugo einen besonderen Schwerpunkt auf den weiteren Ausbau der Firmenflotte. Doch schon nach neun Jahren als Geschäftsführer verstarb er im Alter von 44 Jahren. Mit dem Tod des jüngsten Sohns von Mathias Stinnes war die zweite Generation –  zumindest in der männlichen Linie – erloschen. Es blieb die weibliche Linie in der Person von Stinnes ältester Tochter Katharina (1819–1903). Die ihrem angeheirateten Mann Gerhard Küchen senior (1809–1886) stets verwehrte Position des Seniorchefs ging nun in der nächsten Generation – entgegen den von Mathias Stinnes ursprünglich festgelegten Familienstatuten – an den Stinnes-Enkel Gerhard Küchen junior. Damit stand erstmals ein Familienmitglied der Firma vor, das nicht den Namen Stinnes trug.

## Ehe und Kinder

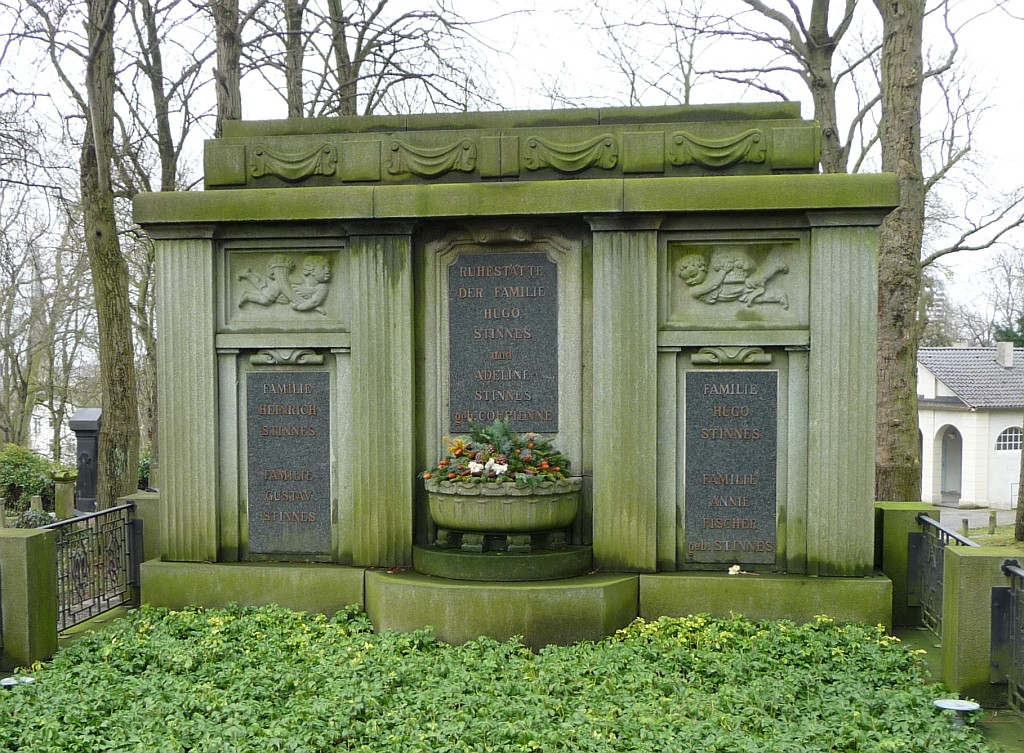
Familiengrab

Hugo Hermann Stinnes heiratete am 21. November 1865 Catharina Sophie Adeline Coupienne (1844–1925). Aus der Ehe gingen insgesamt vier Kinder hervor:
- Heinrich (1867–1932)
- Anni (1868–1948), verheiratet mit dem Straßburger Professor der Chirurgie Fritz Fischer (1855 bis 1905), die mit Albert Schweitzer befreundet war
- Hugo (1870–1924)
- Gustav Ernst (1878–1943), Bankdirektor